# Projektabschluss
Ein Projektabschluss ist die letzte Projektphase eines Projektes und umfasst die Schritte Produktabnahme, Projektabschlussanalyse, Erfahrungssicherung und Projektauflösung. Wird das Projekt beendet, obwohl die Projektziele nicht erreicht sind, so spricht man von einem Projektabbruch.

## Produktabnahme
Die Produktabnahme leitet den Projektabschluss ein. Hierbei muss als Erstes das Entwicklungsergebnis einen (vorgeplanten) Abnahmetest durchlaufen – und zwar am besten bei einer entwicklungsunabhängigen Stelle. Übergabe an den Auftraggeber und Übernahme durch denselben sind in einem Produktabnahmebericht festzuhalten. Auch sollte bereits bei der Produktübergabe eine eventuell künftige technische Betreuung der erstellten Entwicklungsleistung geregelt werden.

## Projektabschlussanalyse
In der Projektabschlussanalyse (Projektreview) wird die Nachkalkulation – möglichst in derselben Struktur wie bei den vorausgegangenen Vor- und Mitkalkulationen – durchgeführt. Abweichungen bezüglich der Termine und Kosten sowie der Leistungs- und Qualitätsmerkmale sind hinsichtlich ihrer Ausprägung, Ursachen und möglichen Abhilfen im Rahmen einer Abweichungsanalyse zu untersuchen. Auch eine ehemals gemachte Wirtschaftlichkeitsrechnung sollte in einer Nachanalyse auf ihre Einhaltung durchleuchtet werden.

## Erfahrungssicherung
Außerdem empfiehlt es sich, kein Projekt ohne eine systematische Sicherung der im Projekt gemachten Erfahrungen abzuschließen, also eine Erfahrungssicherung (Lessons Learned) durchzuführen. Das Sammeln entsprechender Daten ist die Basis für das Bilden von Kennzahlen sowie den Aufbau eines Kennzahlensystems. Das Einrichten von Erfahrungsdatenbanken ist dabei besonders geeignet zur Erfahrungssicherung, weil hiermit die Erkenntnisse aus unterschiedlichen Entwicklungsbereichen über einen längeren Zeitraum in eine gemeinsame Datenbasis zusammengeführt werden. Das Sammeln von Erfahrungsdaten stellt außerdem eine wichtige Voraussetzung für das Kalibrieren von Aufwandsschätzverfahren dar. Ohne eine konsequente Erfahrungssicherung ist ein wirkungsvolles Wissensmanagement nicht möglich.

## Projektauflösung
Letzter Schritt in der Projektabschlussphase und damit im gesamten Projektablauf ist die Projektauflösung. Jedes Projekt muss neben einem definierten Anfang auch ein eindeutiges Ende haben. Mit der Projektauflösung, die partiell schon an vorangegangenen Meilensteinen eingeleitet werden kann, wird das Projektpersonal auf neue Aufgaben übergeleitet und die im Projekt gebundenen Ressourcen werden neuen Projekten zugeführt.

## Projektabschlussbericht
Der Projektabschlussbericht, auch Projektbilanz genannt, fasst die Ereignisse und Ergebnisse des Projektes zusammen. Er soll umfassen:
- die Eckwerte der ursprünglichen Projektplanung zu Leistung, Kosten und Terminen;
- den tatsächlichen Fertigstellungs- und Übergabetermin;
- die Leistungsdaten des erstellten Ergebnisses;
- den tatsächlich erreichten Qualitätsstandard bezüglich messbarer Kennzahlen;
- die Ist-Projektkostenübersicht;
- Rückstellungen für Gewährleistungen;
- den Personalaufwand, gegliedert nach Tätigkeitsbereichen;
- Diskontinuitäten im Projekt;
- Ursachenanalyse von Planabweichungen;
- Ergebnisse aus Kundenbefragungen;
- Lerntransfer für zukünftige Projekte (Lessons Learned).

Häufig umfasst der Projektabschlussbericht auch Angaben zu Aktivitäten, die dem Projektende folgen:
- Auflistung der offenen Punkte und ausstehenden Arbeiten;
- Nachforderungen und Nachbesserungen;
- Gewährleistung und Haftung.